# John Joseph Swint
John Joseph Swint (* 15. Dezember 1879 in Pickens, West Virginia, Vereinigte Staaten; † 23. November 1962) war ein US-amerikanischer Geistlicher und römisch-katholischer Bischof von Wheeling.

## Leben
John Joseph Swint empfing am 23. Juni 1904 das Sakrament der Priesterweihe für das Bistum Wheeling.
Am 22. Februar 1922 ernannte ihn Papst Pius XI. zum Titularbischof von Sura und zum Weihbischof in Wheeling. Der Erzbischof von Baltimore, Michael Joseph Curley, spendete ihm am 11. Mai desselben Jahres die Bischofsweihe; Mitkonsekratoren waren der Bischof von Richmond, Denis Joseph O’Connell, und der Bischof von Pittsburgh, Hugh Charles Boyle.
Nachdem der Bischof von Wheeling, Patrick James Donahue, am 4. Oktober 1922 gestorben war, ernannte Pius XI. Swint am 11. Dezember desselben Jahres zu dessen Nachfolger.
Am 14. Juni 1929 ernannte ihn Pius XI. zum Päpstlichen Thronassistenten. Papst Pius XII. verlieh ihm am 12. März 1954 den persönlichen Titel eines Erzbischofs.